# Walawa (obwód czerniowiecki)
Walawa (ukr. Валява) – wieś na Ukrainie, w obwodzie czerniowieckim, w rejonie czerniowieckim. W 2001 liczyła 1521 mieszkańców, wśród których 1506 wskazało jako ojczysty język ukraiński, 13 rosyjski, 1 rumuński, a 1 jidysz.